# タリン・サイモン
タリン・サイモン （Taryn Simon, 1975年2月4日 - ）は、アメリカ合衆国のアーティスト。写真とテキストを使った入念なリサーチによるドキュメンタリー作品で知られる。夫はグウィネス・パルトローの弟で映画監督のジェイク・パルトロー。

## 経歴
1975年ニューヨーク生まれ。ブラウン大学で初め環境科学を専攻し、芸術記号学で1997年にBA取得。同時にロードアイランド・スクール・オブ・デザインの写真コースで学ぶ。

## 作品
The Innocents (2003) は無実の罪によって死刑または終身刑を宣告され、その後DNA鑑定により釈放された個人の物語を追ったドキュメント。このプロジェクトは写真の証拠性に焦点をあてている。サイモンは彼らの姿を、不当に有罪判決を受けるに至った過程において特に重要となった場所で撮影した。人違いの起こった場所、逮捕された場所、犯行現場、犯行時刻にアリバイのあった現場などである。 この写真集の序章で彼女はこう述べている、「写真の特性は、事実を見えにくくすること、そして他と比較するなかでも高いクオリティでフィクションを作り出すことにある...写真は犯罪の判決システムに組み込まれ、そしてどこか他の所で嘘を真実に変えうる。この本の中で男性や女性達と知り合う中で、私は写真の曖昧さを認識した、ある状況において写真は美しいものだが、ある状況においては破滅をもたらしうるということに。」
An American Index of the Hidden and Unfamiliar (2007) において彼女は、アメリカ国内において通常は立入りができなかったり一般には知られていないものを明らかにした。被写体は核廃棄物の貯蔵管理施設から冬眠中のクマ、CIAのアートコレクションにまでおよぶ。写真には詳細な文章が添えられている。この作品において彼女はアメリカの建国、神話、日常生活に関わるものに目を向け、特権階級だけが知ることのできる事実と一般市民の知る権利との分断に対して真っ向から挑んだ。
Zahra/Fara (2008) ではヨルダンでイラク人若手女優Zahra Zubaidiを起用し、アメリカ軍人によってレイプされその後殺害された被害者を再現したポーズで撮影した。これは2006年に実際に起こった事件を元にしたものである。Zubaidiはこの作品をポルノグラフィと捉えた人々に脅迫を受け、アメリカに亡命を求めた。サイモンは彼女の状況に関心を持ってもらうために2011年のヴェネツィア・ビエンナーレでこの作品を展示した。
Contraband (2010)はNYのジョン・F・ケネディ国際空港にあるアメリカ合衆国税関・国境警備局およびアメリカ合衆国郵便公社国際郵便施設で押収された禁制品1,075点の写真からなるシリーズ。2009年11月16日から20日までの4日間、サイモンは空港で海外からアメリカに持ち込まれる品物を撮影した。
A Living Man Declared Dead and Other Chapters, I – XVIII (2011)は2008-11年にわたって制作された大規模なプロジェクト。サイモンは血脈とそれに関連する物語のリサーチと記録のために世界中を旅した。作品を構成する18の「章」にはそれぞれ領土、権力、状況、地域といった外部からの力と、精神的、肉体的に遺伝といった内側からの力が示されている。公文書で死亡扱いにされたインドの家族から始まる18のストーリーは、ボスニアスレブレニツァの虐殺の犠牲者、ブラジルの家族同士の抗争、オーストラリアで病気の感染実験に使われたウサギなどにおよぶ。
Image Atlas (2012) はプログラマーでインターネット活動家のアーロン・スワーツとのコラボレーションによるプロジェクト。ユーザーは世界中のローカル検索エンジンを使い、特定の用語による検索結果イメージのインデックスによる文化的差異と同一性を調査する事ができる。